# Пајн Лејк (Џорџија)
Пајн Лејк (Џорџија) (енгл. Pine Lake) град је у америчкој савезној држави Џорџија. По попису становништва из 2010. у њему је живело 730 становника.

## Демографија
Према попису становништва из 2010. у граду је живело 730 становника, што је 109 (17,6%) становника више него 2000. године.
| Група             | 2000.       | 2010.       |
| Белци             | 446 (71,8%) | 455 (62,3%) |
| Афроамериканци    | 109 (17,6%) | 165 (22,6%) |
| Азијати           | 0 (0,0%)    | 17 (2,3%)   |
| Хиспаноамериканци | 42 (6,8%)   | 78 (10,7%)  |
| Укупно            | 621         | 730         |